# Neodexiopsis sima
Neodexiopsis sima är en tvåvingeart som beskrevs av John Otterbein Snyder 1957. Neodexiopsis sima ingår i släktet Neodexiopsis och familjen husflugor. Inga underarter finns listade i Catalogue of Life.